# Mallotus aureopunctatus
Mallotus aureopunctatus är en törelväxtart som först beskrevs av Nicol Alexander Dalzell, och fick sitt nu gällande namn av Johannes Müller Argoviensis. Mallotus aureopunctatus ingår i släktet Mallotus och familjen törelväxter. Inga underarter finns listade i Catalogue of Life.